# Коротконогий тритон
Коротконогий тритон (лат. Pachytriton brevipes) — вид хвостатых земноводных из рода коротконогих тритонов (лат. Pachytriton).

## Ареал
Ареал данного вида охватывает несколько провинций в юго-восточном Китае:
Чжэцзян, Цзянси, Фуцзянь, Гуандун, Гуанси и Хунань.

## Описание
Достаточно крупная саламандра (общая длина от 15 до 19 см). Имеет плоскую и широкую голову с короткой мордой и выраженными губными складками. Глаза относительно небольшие. Паротидные железы выдаются. На хребте нет гребня, только слабо выраженная вертебральная складка. Хвост крупный, составляет половину общей длины, круглый у основания и сжатый у конце с закругленным кончиком. Кожа гладкая с вертикальной складками по бокам туловища. Половой диморфизм не выражены.
Окраска кожи включает разные оттенки светло-коричневого, с разбросанными на этом фоне мелкими чёрными пятнами. Вентральная сторона ярче, состоит из нерегулярных красных, розовых и беловатых пятен.